# 单硬脂酸铝
单硬脂酸铝（英语：Aluminium monostearate）是一种有机化合物，是硬脂酸和铝的盐。它的分子式是Al(OH)2C18H35O2。它也被称为二羟基(十八酸)铝或二羟基(硬脂酸)铝。
它用于在药品包装中形成凝胶，并用于制备化妆品的颜色。它在商业产品中通常是安全的，但铝可能会在体内积聚。